# Vrije groep
In de groepentheorie, een deelgebied van de wiskunde, is een vrije groep een groep {\displaystyle G} die een deelverzameling {\displaystyle S} bevat zodat elk element van {\displaystyle G} op precies een manier als gereduceerd woord van elementen van {\displaystyle S} en hun inversen kan worden geschreven. Een soort groep die op een vrije groep lijkt, maar toch anders is, is een vrije abelse groep.

## Definitie
Een groep {\displaystyle G} met groepoperatie {\displaystyle \cdot } is vrij over een deelverzameling {\displaystyle S\subseteq G} als elk element {\displaystyle a\in G} op precies een manier geschreven kan worden als een product {\displaystyle s_{1}^{x_{1}}\ldots s_{n}^{x_{n}}=a}, waarbij voor alle {\displaystyle i\leq n} geldt dat {\displaystyle s_{i}\in S} en {\displaystyle x_{i}\in \mathbb {Z} \setminus \{0\}}, en voor alle {\displaystyle i<n} dat {\displaystyle s_{i}\neq s_{i+1}}. Zo'n product wordt in deze context een gereduceerd woord genoemd. Merk op dat het lege product ({\displaystyle n=0}) hierbij het neutrale element ten opzichte van de groepoperatie representeert.
De machtnotatie is als volgt gedefinieerd:
- Als {\displaystyle x>0}, dan geldt {\displaystyle s^{x}=\underbrace {s\cdot \ldots \cdot s} _{x{\text{ keer}}}}.
- Als {\displaystyle x<0}, dan geldt {\displaystyle s^{x}=\underbrace {s^{-1}\cdot \ldots \cdot s^{-1}} _{-x{\text{ keer}}}}.

## Voorbeelden
- {\displaystyle (\mathbb {Z} ,+)} is een vrije groep over {\displaystyle S=\{1\}}.
- De triviale groep {\displaystyle (\{0\},+)}, die alleen uit het neutrale element bestaat, is vrij over {\displaystyle S=\varnothing }.